# Okse Bay
Okse Bay är en vik i Kanada.   Den ligger i territoriet Nunavut, i den nordöstra delen av landet, 3 600 km norr om huvudstaden Ottawa.
Trakten runt Okse Bay består i huvudsak av gräsmarker. Trakten runt Okse Bay är nära nog obefolkad, med mindre än två invånare per kvadratkilometer.